# 天理市
天理市（てんりし）は、奈良県北中部に位置する市。中心部に天理教関連の施設が集中していることなどから、宗教都市として知られている。市の名称も天理教に由来する。

## 地理

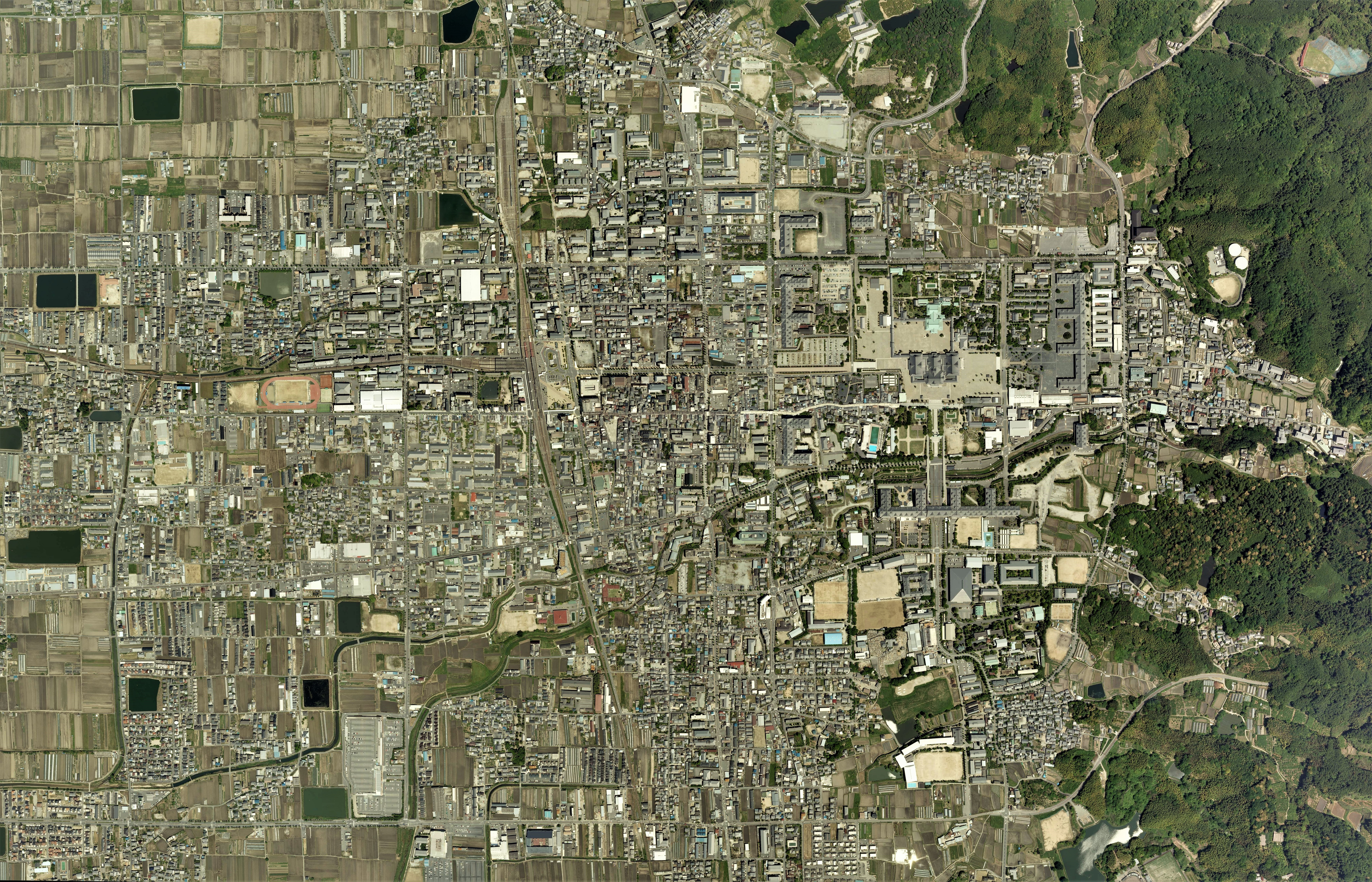
天理市中心部周辺の空中写真。
2008年5月15日撮影の9枚を合成作成。。

奈良県北中部に位置する。市域を東西に西名阪自動車道、名阪国道が貫き、南北軸と交わる交通の要衝となっている。

### 気候
奈良県を参照。

## 歴史
- 1954年（昭和29年）4月1日 - 山辺郡丹波市町・朝和村・福住村・二階堂村・添上郡櫟本町・磯城郡柳本町が合併して天理市が発足。奈良県下で4番目の市となる。
- 1954年（昭和29年）9月24日 - 市章を制定[3]。
- 1958年（昭和33年）10月15日 - 磯城郡田原本町の一部（大字桧垣・遠田・海知・武蔵）を編入。
- 1964年（昭和39年）4月1日 - 市制10周年を記念して「天理市歌」および「天理音頭」を制定。

### 市域の変遷
| 明治22年 (1889) | 明治26年 (1893) | 明治27年 (1894) | 大正12年 (1923) | 昭和29年 (1954) | 現在   |
| --------------- | --------------- | --------------- | --------------- | --------------- | ------ |
| 山辺郡          | 山辺郡          | 山辺郡          | 山辺郡          | 天理市          | 天理市 |
| 山辺村          | 丹波市町        | 丹波市町        | 丹波市町        | 天理市          | 天理市 |
| 二階堂村        |                 |                 |                 | 天理市          | 天理市 |
| 朝和村          |                 |                 |                 | 天理市          | 天理市 |
| 福住村          |                 |                 |                 | 天理市          | 天理市 |
| 式上郡          | 磯城郡          | 磯城郡          | 磯城郡          | 天理市          | 天理市 |
| 柳本村          | 柳本村          | 柳本村          | 柳本町          | 天理市          | 天理市 |
| 添上郡          |                 |                 |                 | 天理市          | 天理市 |
| 櫟本村          | 櫟本村          | 櫟本町          | 櫟本町          | 天理市          | 天理市 |

## 天理市と天理教
昭和60年代の人口統計（1986年9月時点）で天理市の人口は約65,000人であったが、4分の1程度の天理市民が天理教の宗教関係者とみられている。天理教の信者が多い町でその他の住民人口に数千人の天理教の修養科生などが含まれると考えられる。
市街地のほぼ半分を天理教関係の宗教用非課税施設が占めることから、固定資産税などの減収の問題があり、これを補う形で1967年以来教団から天理市への多額の寄付が続けられている。寄付の金額は、1985年の水準でみると、天理市の総地方税収に近い額となっており、一般寄付ではなく、使途制限つきの「指定寄付」にあたる形で、毎年の予算編成の際に天理市と教団の協議の上で、その年度の都市計画事業などの内容によって寄付額が決められている。また、10年ごとに開催される天理教祖祭に近い年度では、寄付金が急激に増える傾向がある。
このように、天理市は教団との関係なくして自治体として維持できず、天理市は教団と一体化した天理市の発展を強調しているが、天理教本部では市長選挙、市議会議員選挙で候補者を立てない方針をとっており、教団と自治体が一体化し、教団が行政の一部を担って信者を住民として統治するような事態には至っていない。
天理教の2代真柱・中山正善が、1960年（昭和35年）に名誉市民となっている。

### 市名の由来
由来は天理教に由来する。21世紀の日本で、市名に宗教名が冠されている唯一の市である。同教の本部が市中心部の丹波市町にあったこと、同教が市制施行時に一帯に普及していたことによる。県に対する合併申請書類の一つ、市名選定の理由書は、次のように述べている。
| 「 | （前略）市の中心たる元丹波市町は天理教教会本部の所在地であり従来より天理の町として又宗教の町としてその名は全国の隅々にまで知れわたつております。 この際合併を契機として宗教都市たる本質を明瞭に表現し関係町村相携えて街を天下の理想郷たらしめるべく住民の意向や感情を勘案してこゝに「天理市」を選定したものであります。 | 」 |

天理市は誕生時から自らを「宗教文化都市」と位置付け、市民憲章や世界連邦都市宣言などでもその性格を強調している。法学者の石村耕治は、この点は憲法論的に疑問がないとは言えないと指摘している。1977年に奈良県・天理市・天理商工会が作成した「天理市広域商業判断報告書」では、天理市はバチカンやメッカのような日本唯一の宗教都市であるとし、教団と一体化した天理市の発展を強調している。
かつて、天理市民ではない天理教信徒が天理市の市名を、山辺郡をそのまま市名にした「山辺市」に変更するよう求めて天理市長を訴えたが、この訴えは却下された。

### 天理教関連施設群と都市計画

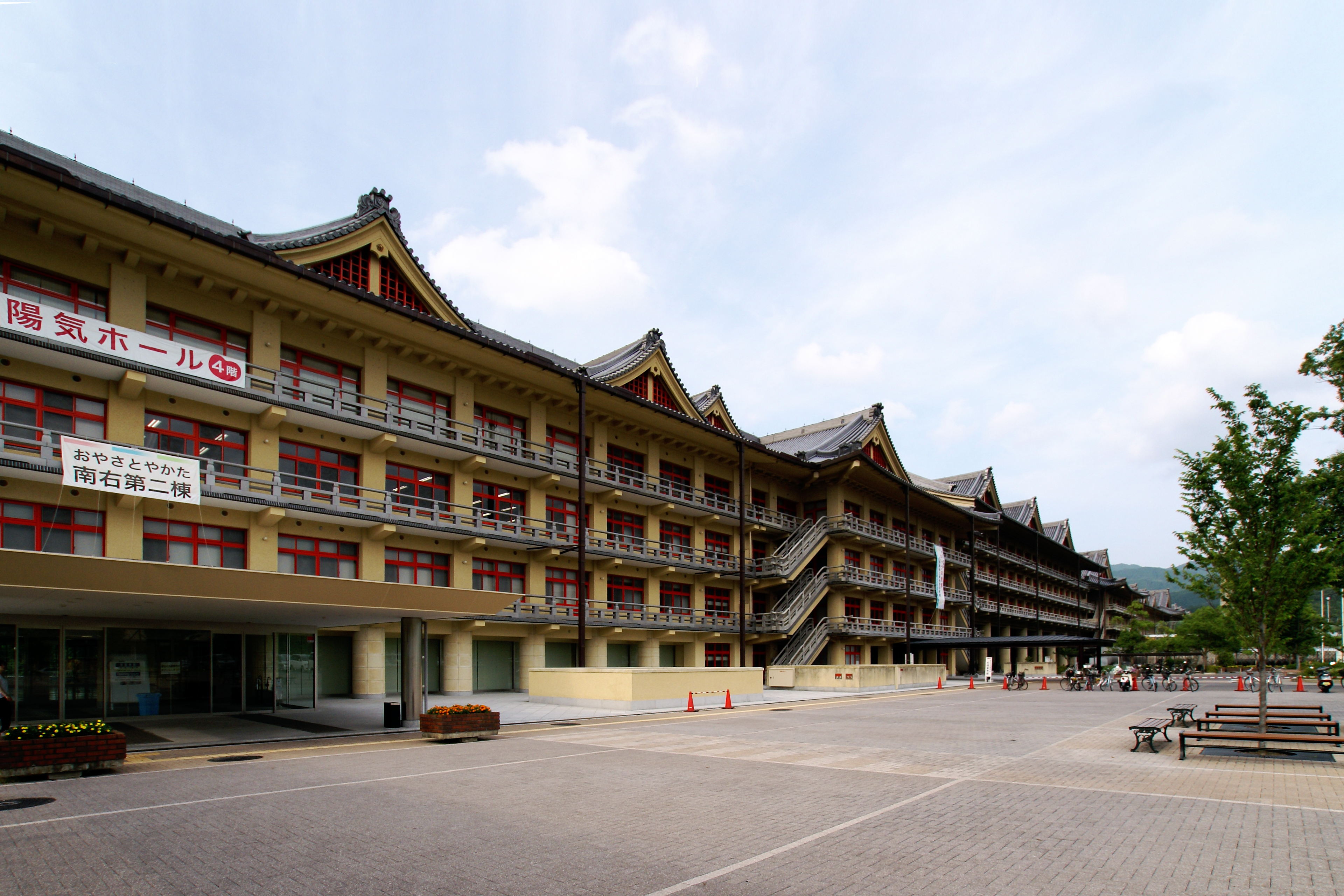
市街地に林立する天理教独自の建築物「おやさとやかた」の例（天理参考館）

市内中心地には、宗教法人天理教教会本部、宗教法人天理教、財団法人天理教維持財団、天理大学、天理医療大学（天理大学に併合）、天理高等学校・中学校・小学校・幼稚園などの学校法人、天理教校、天理大学附属天理図書館（国宝や重要文化財を収蔵）、天理大学附属天理参考館（国宝や重要文化財を収蔵）、特別養護老人ホームやすらぎ園等の教団関連施設があり、市中心部のほぼ半分を占有し、1995年時点では拡大を続けている。施設の中には市民に開放されているものがあるが、ほとんどは信徒向けである。現在の建物は、信者宿泊施設の「詰所」をはじめ、天理よろづ相談所病院など福祉と医療、学校教育、信者の宿泊、教務などの諸施設として使用されている。2014年（平成26年）時点で、26棟が完成している。
天理教の施設群は「おやさとやかた」と呼ばれ、町の中心部に建物群を作るプランは、教祖の中山みきの言葉がまずあり、それを受けた2代目真柱・中山正善が決意し
、同輩の建築家・内田祥三と奥村音造とともに教会本部を中心に、約870m四方に68棟を建て巡らすという広大な「おやさとやかた構想」によって建設された。1954年（昭和29年）から着工され、現在も構想は継続しており、建設中である。
このように、天理市内で教団が多くの土地を占有することから、公共事業には天理教との協力が欠かせず、市建設部と教会本部で構成される「親里委員会」が設置され、協議を行って進められている。天理教幹部と市長・助役・総務部長の非公式会合も、毎月持たれているようであり、法学者の石村耕治は「天理市の都市計画は、市発足当初から今日まで一貫して教団の手中にあったといっても過言ではない」と指摘している。
その他の建造物に、天理教の教祖百年祭を記念し建設された親里競技場があり、野球場、フィールドホッケー場、ラグビー場は地元の天理高等学校野球部、天理大学ラグビー部が使用している他に、各種大会や全国大会が開催されている。

### 祭り
こどもおぢばがえりと称する天理教の祭りが、毎年開催されている。

## 行政
- 市長：並河健 （2013年10月28日就任、3期目）

### 歴代市長
| 代   | 氏名       | 就任日         | 退任日         | 備考                       |
| ---- | ---------- | -------------- | -------------- | -------------------------- |
| 初代 | 中島賢蔵   | 1954年4月      |                |                            |
| 2代  | 北沢善之   | 1957年         |                |                            |
| 3代  | 堀内俊夫   | 1966年5月      | 1976年         | 参院選出馬のため辞職       |
| 4代  | 尾崎喜代房 | 1976年9月      |                |                            |
| 5代  | 前川尭     | 1988年8月      | 1992年4月1日   | 辞職                       |
| 6代  | 市原文雄   | 1992年5月      | 2001年9月10日  | 受託収賄容疑で逮捕され辞職 |
| 7代  | 南佳策     | 2001年10月28日 | 2013年10月27日 |                            |
| 8代  | 並河健     | 2013年10月28日 | 現職           |                            |

## 議会

### 天理市議会[10][11]
- 定数：16名[12]
- 任期：2023年（令和5年）4月30日 - 2027年（令和9年）4月29日[13]
- 議長：大橋基之[14]
- 副議長：石津雅恵[14]
- 監査委員：内田智之[15]

| 会派名   | 議席数 | 議員名（◎は幹事長、〇は副幹事長）※()は党派                                                                      |
| -------- | ------ | --- |
| 清風会   | 10     | ◎鈴木洋、〇鳥山淳一、東田匡弘、榎堀秀樹、大橋基之(自由民主党)、西崎圭介、内田智之、石津雅恵、井上伸吾、市本貴志 |
| 令和の会 | 3      | ◎山田哲生、〇藤本さゆり、今西康世                                                                               |
| 無会派   | 3      | 寺井正則(公明党)、神田和彦(日本維新の会)、村木敬(日本共産党)                                                    |

### 奈良県議会[16]
- 定数：2人
- 選挙区：天理市選挙区
- 任期：2023年（令和5年）4月30日 - 2027年（令和9年）4月29日

| 議員名   | 会派名                 | 当選回数 |
| -------- | ---------------------- | -------- |
| 岩田国夫 | 自由民主党・無所属の会 | 7        |
| 川口延良 | 自由民主党・無所属の会 | 3        |

### 衆議院[17]
- 選挙区：奈良2区（奈良市（旧都祁村域）、大和郡山市、天理市、香芝市、山辺郡、生駒郡、磯城郡、北葛城郡）
- 投票日：2024年 （令和6年）10月27日
- 当日有権者数：376,843人
- 投票率：57.87％

| 当落 | 候補者名 | 年齢 | 所属党派     | 新旧別 | 得票数    | 重複 |
| ---- | -------- | ---- | ------------ | ------ | --------- | ---- |
| 当   | 高市早苗 | 63   | 自由民主党   | 前     | 128,554票 | ○    |
|      | 尾崎充典 | 61   | 立憲民主党   | 新     | 36,371票  | ○    |
|      | 服部知佳 | 42   | 日本維新の会 | 新     | 34,354票  | ○    |
|      | 池田英子 | 58   | 日本共産党   | 新     | 14,313票  |      |

## 経済

### 産業
市の中心部には天理教関連の施設が多く、宗教都市の様相を呈しているが、市全体的には農業地帯である。特にいちごの栽培が盛んである。
トンコツ、鶏ガラをベースにニンニク、豆板醤で味付けされ、炒めた白菜や豚肉を具として用いるラーメンが著名であり、市の名前を冠した天理ラーメンというひとつのジャンルとなった。当地発祥の店舗として『彩華』や『天理スタミナラーメン』などが知られている。
有名な施設として奈良健康ランドが挙げられる。他に市北部にはシャープの総合開発センターがあり、研究所およびLSI・液晶ディスプレイの工場が置かれている。

### 新興住宅地
大阪から電車、車で1時間程度の距離であることから、ベッドタウンとしての役割を担っており、特に近鉄天理線沿いを中心に新興住宅地が現在も拡大し続けている。

### 企業
- センタン 天理工場
- シャープ 総合開発センター（施設内にシャープミュージアムがある。ただし、新製品などの研究所内のため事前予約制である。[18]）
- 彩華
- なかい（天理スタミナラーメン）
- 三原食品
- 近藤豆腐店
- 大和農園
- 坂本金属工業
- 春日台カントリークラブ
- 天理総合運輸
- cars（天理時報社から分社して天理興業として設立、のちファーストグループを経て現商号）

### 金融機関
- 南都銀行 天理支店（川原城町）、天理南支店（柳本町）
- りそな銀行 天理支店（川原城町）
- 奈良信用金庫 天理支店（田部町）
- 大和信用金庫 天理支店（川原城町）、櫟本支店（櫟本町）

### 農業協同組合
奈良県農業協同組合（JAならけん）
- 二階堂支店・天理営農経済センター（前栽町）
  - 福住出張所（福住町）
- 櫟本支店（櫟本町）
- 天理支店（川原城町）
- 朝和支店（成願寺町）
- 柳本支店（柳本町）

上記の各支店・出張所、およびイオンタウン天理内にJAバンクATMが設置されている。

### 日本郵政グループ
（※2014年6月現在）
日本郵便株式会社
- 天理郵便局（川原城町） - 集配局。
- 二階堂郵便局（二階堂北菅田町）
- 天理前栽郵便局（杉本町）
- 天理櫟本郵便局（櫟本町）
- 天理別所郵便局（別所町）
- 天理親里館（おやさとやかた）郵便局（三島町）

- 天理丹波市郵便局（丹波市町）
- 天理朝和郵便局（西長柄町）
- 天理三昧田（さんまいでん）郵便局（三昧田町）
- 柳本郵便局（柳本町）
- 天理福住（ふくすみ）郵便局（福住町）
- 山田簡易郵便局（山田町）

ゆうちょ銀行
- 大阪支店 天理よろづ相談所内出張所（三島町）（ATMのみ／ホリデーサービス実施）
- 大阪支店 イオンタウン天理内出張所（東井戸堂町）（ATMのみ／ホリデーサービス実施）

その他簡易郵便局を除く各郵便局にATMが設置されており、天理・天理親里館の各郵便局ではホリデーサービスを実施。
天理市内の郵便番号は「632-00xx」（天理郵便局の集配担当）となっている。ただし、長滝町は「632-0123」、福住町は「632-0122」、山田町は「632-0121」（以上3地区は針ケ別所郵便局（奈良市針ケ別所町）の集配担当）となっている。

## 姉妹都市・提携都市

### 国内
- なし

### 海外
- ラ・セレナ市（チリ共和国コキンボ州） - 1966年（昭和41年）10月1日提携
- バウル市（ブラジル連邦共和国サンパウロ州） - 1970年（昭和45年）4月18日提携
- 瑞山市（大韓民国忠清南道） - 1991年（平成3年）11月7日提携

## 地域

### 人口
| |                                        |  |
| 天理市と全国の年齢別人口分布（2005年） | 天理市の年齢・男女別人口分布（2005年） |  |
| ■紫色 ― 天理市 ■緑色 ― 日本全国 | ■青色 ― 男性 ■赤色 ― 女性              |  |
| 天理市（に相当する地域）の人口の推移 \| 1970年（昭和45年） \| 57,020人 \| \| \| 1975年（昭和50年） \| 62,909人 \| \| \| 1980年（昭和55年） \| 64,894人 \| \| \| 1985年（昭和60年） \| 69,129人 \| \| \| 1990年（平成2年） \| 68,815人 \| \| \| 1995年（平成7年） \| 74,188人 \| \| \| 2000年（平成12年） \| 72,741人 \| \| \| 2005年（平成17年） \| 71,152人 \| \| \| 2010年（平成22年） \| 69,178人 \| \| \| 2015年（平成27年） \| 67,398人 \| \| \| 2020年（令和2年） \| 63,889人 \| \| |                                        |  |
| 総務省統計局 国勢調査より |                                        |  |
| 1970年（昭和45年） | 57,020人                               |  |
| 1975年（昭和50年） | 62,909人                               |  |
| 1980年（昭和55年） | 64,894人                               |  |
| 1985年（昭和60年） | 69,129人                               |  |
| 1990年（平成2年） | 68,815人                               |  |
| 1995年（平成7年） | 74,188人                               |  |
| 2000年（平成12年） | 72,741人                               |  |
| 2005年（平成17年） | 71,152人                               |  |
| 2010年（平成22年） | 69,178人                               |  |
| 2015年（平成27年） | 67,398人                               |  |
| 2020年（令和2年） | 63,889人                               |  |

- データ出典 奈良県統計課の調査による各年10月1日の人口。
- 2007年（平成19年）10月1日現在 : 70,759人
- 人口増加率（2002年→2007年） : -2.1%

1990年代後半 - 2000年代前半に掛けては増減が激しい時期があったが、近年は微減傾向である。

### 学校教育
小学校
- 天理市立丹波市小学校
- 天理市立山の辺小学校
- 天理市立井戸堂小学校
- 天理市立前栽小学校
- 天理市立二階堂小学校
- 天理市立朝和小学校
- 天理市立福住小学校
- 天理市立櫟本小学校
- 天理市立柳本小学校
- 天理小学校

中学校
- 天理市立北中学校
- 天理市立南中学校
- 天理市立福住中学校
- 天理市立西中学校
- 天理中学校

高等学校
- 奈良県立添上高等学校
- 奈良県立二階堂高等学校
- 天理高等学校

大学
- 天理大学

### 社会教育
ホール・集会場
- 天理市文化センター
- 天理市福祉センター

公民館
- 朝和公民館
- 櫟本公民館
- 井戸堂公民館
- 式上公民館
- 祝徳公民館
- 前裁公民館

- 丹波市公民館
- 東部公民館
- 二階堂公民館
- 福住公民館
- 柳本公民館
- 山田公民館

図書館
- 天理市立図書館
- 天理大学附属天理図書館

体育施設
- 長柄総合運動公園
- 天理市立三島体育館
- 天理市立二階堂体育館
- 天理市立二階堂運動場
- 天理市立白川ダム運動場
- 天理市立福住運動場
- 天理市立天理ダム運動場
- 温水プール（コナミスポーツ天理）
- 親里競技場（ラグビー場、野球場、フィールドホッケー場 天理教本部運営）

### 警察
- 天理警察署

### 消防
- 奈良県広域消防組合天理消防署

### 市外局番
- 市外局番は市内全域で0743（奈良MA）が使用される[19]。
  - 市外局番が同じ0743の地域ならびに0742の奈良市とは、市内料金での通話が可能である。

## 隣接する自治体

### 奈良県
奈良市、桜井市、大和郡山市、磯城郡田原本町、三宅町、川西町

## 交通

### 鉄道
- 中心となる駅
  - 天理駅
- 西日本旅客鉄道（JR西日本）
  - 桜井線（万葉まほろば線） 櫟本駅 - 天理駅  - 長柄駅 - 柳本駅
- 近畿日本鉄道（近鉄）
  - 天理線 二階堂駅 - 前栽駅 - 天理駅

### バス
- 奈良交通
- 天理市・奈良トヨタグループ AIルートバス「チョイソコてんり」

このほか、当市北部の大和郡山市に近い地域では大和郡山市コミュニティバス「元気治道号」の伊豆七条町・伊豆七条町セレモニー琴前・新庄町各停留所も利用可能となっており、近鉄郡山駅・JR郡山駅へアクセスできる。
また、当市南部の桜井市に近い地域では桜井市コミュニティバス「西北部循環線」の大豆越停留所が利用可能となっており、桜井駅へアクセスできる。

#### 高速バス
- 太字は天理市内の停車地
- 長期運休中の路線は除く

| 愛称名         | 運行会社 | 運行区間                                  | 昼/夜行 |
| -------------- | -------- | ----------------------------------------- | ------- |
| やまと号       | 奈良交通 | 東京（バスタ新宿） - 天理駅               | 夜行    |
| （愛称名なし） | 奈良交通 | 名古屋市（名鉄BC） - 天理（櫟本）・天理駅 | 昼行    |
| （愛称名なし） | 奈良交通 | 関西国際空港 - 天理（櫟本）               | 昼行    |
| （愛称名なし） | 奈良交通 | 大阪国際空港 - 天理駅                     | 昼行    |

### 道路

#### 高速道路・有料道路
- 西名阪自動車道
  - 天理IC

#### 一般国道
- 名阪国道
  - 天理IC - 天理東IC - （五ヶ谷IC - 高峰SA） - 福住IC

五ヶ谷IC・高峰SAは奈良市に存在
- 京奈和自動車道
  - 郡山南IC
名称は「郡山」と付いているが、天理市二階堂北菅田町に存在
- 国道24号
- 国道25号…途中で名阪国道と下道に分かれる。
- 国道169号

#### 主要地方道
- 奈良県道36号天理王寺線
- 奈良県道38号桜井都祁線
当市内は僅か300mほどしか通過しない。
- 奈良県道47号天理加茂木津線
- 奈良県道50号大和高田桜井線
当市内は僅か500mほどしか通過しない。
- 奈良県道51号天理環状線

#### 一般県道
- 奈良県道145号櫟本停車場線
- 奈良県道109号天理斑鳩線
- 奈良県道150号柳本停車場線
- 奈良県道186号福住矢田原線
- 奈良県道187号福住上三橋線
- 奈良県道192号福住横田線
- 奈良県道193号筒井二階堂線
- 奈良県道196号柳本田原本線
- 奈良県道247号笠天理線
- 奈良県道267号横川三昧田線
- 奈良県道781号都祁名張線
起点付近のみ通過する。

## 名所・旧跡・観光スポット・祭事・催事

### 名所・旧跡

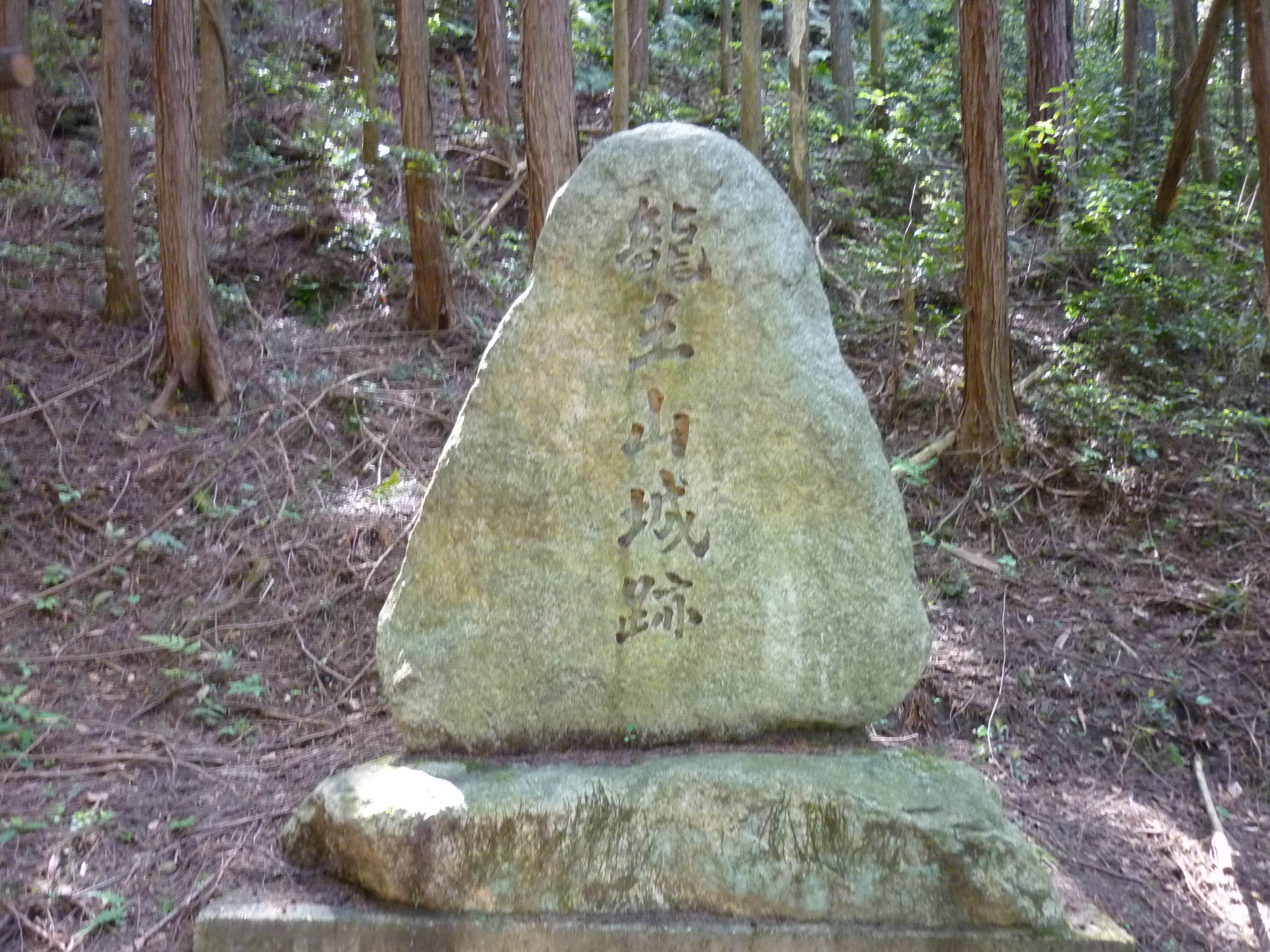
龍王山城の石碑

文化財や史跡が散在。
- 山辺の道 - 日本最古の道
- 崇神天皇陵
- 景行天皇陵
- 手白香皇女衾田陵(西殿塚古墳)
- 櫛山古墳
- 黒塚古墳
  - 天理市立黒塚古墳展示館
- 西山塚古墳
- 東大寺山古墳
- 赤土山古墳
- 西山古墳
- 行燈山古墳
- 渋谷向山古墳
- 石上神宮 - 官幣大社、二十二社
- 大和神社 - 官幣大社、二十二社
- 氷室神社
- 夜都岐神社
- 長岳寺
- 内山永久寺
- 龍王山城
- 福住中定城

### 天理市PR大使（観光大使）
- 辻本美博（ミュージシャン・カルメラのサックス・クラリネット奏者）

天理中学校・天理高等学校・天理大学出身。2014年10月10日 天理市が委嘱。

## 著名な出身者
- 青木拓己（ラグビー選手）
- 有本尚紀（テニス選手）
- 在原業平（平安時代の歌人）
- 海原かなた（漫才師）
- 熊谷俊人（政治家）
- 佐々木幹郎（詩人）
- 佐々木六華（テレビ宮崎アナウンサー）
- せやろがいおじさん（榎森耕助）（YouTuber、お笑い芸人）
- 立川理道（ラグビー選手）
- 中山平八郎（政治家）
- 中井久夫（医学博士）
- 中西彩（アーチェリー選手）
- 中山みき（天理教教祖）
- 堀内俊夫（元参議院議員、元環境庁長官）
- 真鶴秀五郎（大相撲力士）
- 道上龍（レーシングドライバー）
- 村上和雄（農学博士）
- 森田澄（ラグビー選手）
- ハイビスカスみぃ（プロレスラー）
- 山村聰（俳優）
- 菅野完（著述家）